# Каменка (Славутский район)
Каменка (укр. Кам'янка) — село в Славутском районе Хмельницкой области Украины.
Население по переписи 2001 года составляло 614 человек. Почтовый индекс — 30014. Телефонный код — 3842. Занимает площадь 1,25 км². Код КОАТУУ — 6823989202.

## Местный совет
30014, Хмельницкая обл., Славутский р-н, с. Цветоха

## Известные уроженцы и жители
- Женский, Иосиф Адольфович — советский механизатор, Герой Социалистического Труда.